# Fangatau (Polinesia Francesa)
Fangatau es una comuna francesa situada en la subdivisión de Islas Tuamotu-Gambier, que forma parte de la colectividad de ultramar de Polinesia Francesa.

## Composición
Está formada por la unión de las dos comunas asociadas de Fakahina y Fangatau, que abarcan los atolones de Fakahina y Fangatau:
| Comuna asociada de Fakahina |     |   |       |
| Fakahina                    | 155 | 8 | 155   |
| Comuna asociada de Fangatau |     |   |       |
| Fangatau                    | 145 | 6 | 24.17 |

## Demografía
| Gráfica de evolución demográfica de Fangatau entre 1971 y 2012 |
|                                                                |

Fuente: Insee